# 谷沢直
谷沢 直（やざわ なお・たにざわ のぶる・たにざわ なお、7月29日-）は日本の漫画家、同人作家。ふりがなが複数存在するのは、同じ文字で数度ペンネームを変更しているためである。また、英語によるNao Yazawaのペンネームを、主に海外での雑誌やペーパーバック等で執筆する際に用いている。
東京都出身。血液型O型。公開されている自画像が短髪Tシャツで、男性的なペンネームだが、女性である。
同人誌サークル（個人サークル）「会 〜Party〜」を主催。同人作家としてはコミティアを主なフィールドとして活動している。2000年代まではコミケへの参加は行っていなかったが、2010年代後半期より自身の教え子と共に参加する活動が目立っている。

## 概要
1989年に「ゲンゴロウ参る！」で第14回藤子不二雄賞にて入選を受賞。同作が『別冊コロコロコミック』20号に掲載されてデビューとなった。デビュー当初は主に『コロコロコミック』関係誌に作品を寄せており、その後『ぴょんぴょん』に移籍し少年漫画から少女漫画へと執筆ジャンルを転向した。ペンネームが男性的なのは、少年誌デビューの名残でもある。
代表作は『愛天使伝説ウェディングピーチ』（『ちゃお』連載 / 原作：富田祐弘）、『快盗シスターズ いただき！パンサー』（『ぴょんぴょん』連載）、『真空地帯』（同人誌作品。コミティアを主頒布イベントとして展開）など。のちに『愛天使伝説ウェディングピーチ』や『真空地帯』がドイツにて評価されたため、海外の読者を対象とした執筆活動を行っている。同時に同域において開催されたアニメ・マンガのイベントに招聘される事が多くなり、同イベントにて行われる漫画製作ワークショップのゲスト講師としても活動した。
漫画以外の活動として、藤子・F・不二雄原作の映画作品『未来の想い出』に小道具としての漫画原稿を数枚寄稿しており、同映画のスタッフロールには「漫画技術指導スタッフ」として扱われている。
過去商用誌発表作品のうち、編集部引上可能作品（主にオリジナルの読切作品や非単行本化作品、海外向け作品の私家作成による日本語翻訳版）の同人誌化および頒布活動も行っており、それは谷沢が運営する公式サイトよりメールを介した通販の申込みが可能となっている。
現在は中野区の漫画製作専門学校であるマンガスクール中野にて、主には海外より日本へと漫画の勉強に来ている留学生を相手とした講師として「英語によるマンガの描き方」の講座を担当している。

## 作品リスト

### コロコロ作品
- ゲンゴロウ参る！
- 天国から来たOh!母ちゃん

### ぴょんぴょん作品
- 特撮作品東映不思議コメディーシリーズ作品の漫画化
  - 魔法少女ちゅうかなぱいぱい!（原作:石ノ森章太郎）
  - 魔法少女ちゅうかないぱねま!（原作:石ノ森章太郎）
- 快盗シスターズいただき!パンサー （同人誌作品として著者個人サークルより発行）
- あかりCHUがえり
- 吸血鬼にご用心

### ちゃお作品
- 愛天使伝説ウェディングピーチ（原作:富田祐弘）
- ドキドキハーフプリンセス
- ぱにっく！JIN JIN
- 妖怪ハンター CHIKARA
- ゴーストハンター MIZUKI！（同人誌作品として著者個人サークルより発行）
- シンデレラ☆パニック
- オバケやしきへいらっしゃい
- レースでKISS☆

### 学年誌作品
小学館の学年別学習雑誌に掲載されたもの。
- 特撮作品東映不思議コメディーシリーズ作品の漫画化
  - 有言実行三姉妹シュシュトリアン（原作:石ノ森章太郎）小学四年生1993年5月号読切
- 愛天使伝説ウェディングピーチ（原作:富田祐弘）1994年度～1995年度・小学三年生→小学四年生連載

### 同人誌作品
真空地帯
著者個人サークルより発行。10年以上の歳月を経て描かれている、谷沢の実質的なライフワーク作品。1988年12月より開始、2011年に完結。全12巻。
コミティアのイベント誌『ティアズマガジン』Vol.41（発行：「COMITIA」実行委員会、1997年）にて『プッシュ作品』として紹介されている。
未曾有の大災害に巻き込まれた少年少女たちが成長し互いに助け合いながらも派閥に分かれ、敵対・共闘を繰り返しながら成長し、大人になってからは生き残るために互いの利権と覇権をかけて争い続けていく様を描いている。『生きる事』の奇麗事を取り去り、その本質を問う事を描いた作品とも言える。
話としては日本テレビ系列の土曜グランド劇場枠で放映されたテレビドラマ『ぼくらの勇気 未満都市』(ひいては類似性が指摘された竹熊健太郎・永福一成の『チャイルド★プラネット』)に設定が似ているが、上述の通り作品の初出は『真空地帯』のほうが先である（本作の初出は1988年だが『チャイルド★プラネット』の初出は1996年、『未満都市』の放映は1997年10月）。

### その他日本国内作品
- コミック版 世界の伝記　マザー・テレサ （ポプラ社）

### 国外向け作品
主に米国DMP(Digital Manga Publishing)社より電子書籍（Kindle版）などの形式で発刊されている。
- NOZOMI 〜希〜
- MIZUKI

上記『ゴーストハンター MIZUKI！』の海外版リメイク
- Moon and Blood.

## 師匠
- 井口由美[2]